# レーシングタイヤ
レーシングタイヤとは、モータースポーツあるいは自転車競技等において使用される車両用のタイヤの総称。
2輪・4輪、あるいは自動車・自転車を問わず存在し、一般の経済活動あるいは民生用としてのタイヤとは性質も規模も異なる狭い市場に供給されている。

## 目的
競技の規則の範囲内で、要求される性能を満たすために製造されたタイヤである。競技の規則などによっては、一般公道での走行には、法規的にも性能的にも適さないものが使用される場合もある。
レースにおいてタイヤは最も勝負を左右する重要なファクターの一つであり、「レースとはタイヤをどう使っていくかに集約される」と主張する者も少なくない。タイヤはレーシングカーの数百馬力ものパワーを地面に直接伝える唯一のパーツであるが、地面に接している面積は俗に「葉書1枚分」しかないと形容されている。もしもタイヤが激しい摩耗や空力・足回りのセッティングのミスでうまく路面と噛み合わなければ、ドライバーは遅く走らざるをえないか、最悪コースを逸脱する様な状況に陥る場合がある。フィクション・ノンフィクション問わずタイヤを使い果たして敗れるという光景は、エンジンやドライバーの速さで敗れるのと同じくらい珍しくないものである。そのため、タイヤ自体の性能はもちろん、ドライバーがタイヤのおいしいところ（＝タイヤの性能が最大限に発揮できる条件）をうまく、かつ長く引き出し、最大限まで使いこなすことは不可欠なテクニックである。
タイヤの性能を十分に引き出すには、作動温度までタイヤを温めることが大前提となるが、その上で路面や湿度、温度と内圧のマッチングも重要になる。内圧の変化の読みを外してしまうと、たった1kpa未満の差でも大きなレーシングスピードの差になってしまう場合がある。
耐久性と速さは基本的にトレード・オフの関係であるため、過去にF1などでは設計寿命が10kmに満たない、予選でたった1ラップで最速タイムを出すことに特化したタイヤまで存在したこともある。また通常のレーシングタイヤでも、次戦に持ち越すことはまずない。
ホイールは大型のブレーキローターを収納するため、大径のもの（＝ゴムは低扁平率のもの）を履くのが一般的である。ただし例外としてF1やインディカ－などのトップレベルのフォーミュラカーは、タイヤを太くしてサスペンションの機能も持たせるため、小径ホイールを採用している。

## 歴史
F1世界選手権で現在見られるような太いスリックタイヤが持ち込まれるようになったのは、1960年代末期のパワー競争の時代以降であった。排気量が1.5Lから3.0Lとなり、コスワースのDFVがプライベーターにも行き渡ると、そのパワーを地面に伝えるために、空力によるダウンフォースと共にワイドで、かつ溝のついていないスリックタイヤが不可欠となった。1970年代にはミシュランがラジアルタイヤを持ち込み、これも一般的になった。
世界ラリー選手権では、エンジン出力が半分しかなく、シャシーもきちんと量産されている市販車のものをつなわなければならなかったグループAが、グループBを凌ぐ速さを得たのは4WD技術も大きいが、タイヤの進化も一つの要因となっている。

## 4輪舗装路
サーキットで行われるカテゴリーで使用されるタイヤは、乾燥路面用のドライタイヤと、濡れた路面用のレインタイヤに大きく分類される。レインタイヤは排水性能によってさらに分類される（詳細は当該記事にて）。

### コンパウンド
タイヤはコンパウンド（ゴムの配合）を変えることで、グリップ力や耐摩耗性などの性能が変化する。コンパウンドは柔らかさで表現され、ソフト（柔らかい）やハード（硬い）などと形容される。コンパウンドが柔らかいタイヤは発熱が早くグリップ力が高いが、耐摩耗性が低い。一方硬いタイヤは耐摩耗性が高いが発熱性やグリップ力で劣る。これらの性能差はラップタイムやスティントの長さに影響を及ぼす。

### タイヤに関するルール
多くのカテゴリーでは、大会期間中やセッション（練習、予選、決勝）ごとに使用できるタイヤの本数または種類に制限が設けられている。複数のコンパウンドが設定されるカテゴリーでは、レース中に2種類以上を使用しなければならないとレギュレーションで定められる場合がある。

## 4輪非舗装路
ラリーやダートトライアル等の競技で主に使用される。
グラベルタイヤ
砂利や土などの未舗装路（グラベル）に用いる。トレッド面は舗装路用タイヤよりもはるかに深い溝が刻まれ、ブロックパターンを形成することでグラベルでのグリップを確保する。走行時には石等による破損が発生しやすいため、タイヤそのものの強度が求められる。舗装路も走行できるが、舗装路用よりロードノイズや振動が大きく、グリップも劣る。
スノータイヤ
雪上や氷上での競技に使用され、競技専用としては、タイヤのトレッド面に金属製のピンを打ち込んだスタッドタイヤ（いわゆるスパイクタイヤ）が有名である。しかし、市販されているスパイクタイヤは、鋲がタイヤの表面からわずかに出ている程度であるのに対し、スタッドタイヤはピンが10〜20mm程タイヤ表面から突き出しているのが特徴である。（1991年に国がスパイクタイヤ粉じん防止法を制定し、スパイクタイヤは出回らなくなった。）これを路面に食い込ませることで、雪上・氷上で高いグリップを確保する。また、ピンを路面に食い込ませるために、タイヤの幅は狭く作られており、高い面圧がかかるようになっている。
スタッドレスタイヤ
1991年に国がスパイクタイヤ粉じんの発生の防止に関する法律を制定し、スパイクタイヤ（スタッドタイヤ）が禁止になってから出回ったのが、スタッドレスタイヤである。金属製のピン（スタッド）が打ち込まれているスパイクタイヤ（スタッドタイヤ）に対し金属製のピンを打ち込む代わりに多数のサイプ（溝）をタイヤに入れてエッジ効果をあたえ、接地面積を増やしたタイヤである。

## 2輪非舗装路
土や岩などの路面で行われる競技に用いられる。チューブタイプを用いることが多い。
モトクロスタイヤ
モトクロス競技に用いられる。多くは土や粘土で構成された未舗装路を対象とする。トレッド面に配置されたブロックの形状・配置・高さの組み合わせで多くの種類があるが、一般的には、硬質路面用、軟弱路面用、雨天時の泥濘用に分類される。
エンデューロタイヤ
エンデューロ競技に用いられる。モトクロス競技と比べより自然の地形に近いコースを用い、長距離長時間の競技が行われるため、絶対的なグリップだけでなく耐久性や安定性の高い設計がなされる。FIM規格と呼ばれるブロック高さ13mm以下の製品については、公道走行可能を謳う製品もある。
トライアルタイヤ
トライアル競技に用いられる。ブロック形状が規則で定められているために、より高いグリップ力を発揮させるため、柔らかいコンパウンド柔軟なタイヤ剛性とし、空気圧も0.03Mpa程度と他の競技用タイヤとは大きく異なる構成となっている。リアタイアはチューブレスタイプが一般的。

## 分類
スリックタイヤ
表面に溝がなく、乾燥舗装路面で使用するためのタイヤ。タイヤと路面に発生する摩擦熱でタイヤに粘着性が出て路面と密着してグリップする。濡れた路面では全くその性能を発揮できないが、乾燥路面では最も高性能なタイヤである。わずかに濡れた路面を走行する場合、スリックタイヤに溝を追加したものを使用することがある。溝を追加したスリックタイヤは、しばしばカットスリックと呼ばれる。
グルーブドタイヤ
規則で定められている最低限の溝を表面に配した、乾燥舗装路面で使用するためのタイヤ。この溝は一般の自動車用タイヤのように排水を目的としたものではなく、タイヤの接地面積を減らしグリップ力を低下させてF1マシンの速度を低下させる目的でつけられている。F1の速度上昇に危険を感じたFIAによるスピード抑制策の一環として、1998年からレギュレーションでの規定により使用された。2009年からは再びスリックタイヤに変更されている。
前述のようにグルーブドタイヤの溝は排水を目的としたものではなく、あくまでも晴天用のタイヤ（ドライタイヤ）である。雨で路面が濡れている場合は排水用の溝が入っているウェットタイヤを用いる。さらに雨が強いときには荒天用タイヤ（エクストリームウェザー）を用いる。ウェットタイヤやエクストリームウェザーにも当然溝が入っているが、これらはグルーブドタイヤとは呼ばない。
レインタイヤ
本格的に濡れた舗装路面用のタイヤ。スリックとは素材から製法まで違う。表面には水捌け用の溝が配されている。濡れた路面での使用を想定しているため、乾燥路面では磨耗が早い。路面状況により複数種類のレインタイヤが使用されるカテゴリーでは、区別のために「インターミディエイト」「ウェット」などの呼び分けがされることがある。